# Machcinko
Machcinko – wieś w Polsce położona w województwie mazowieckim, w powiecie płockim, w gminie Bielsk.
Wieś wchodzi w skład sołectwa Machcino.
Wieś prywatna Królestwa Kongresowego, położona była w 1827 roku w powiecie płockim, obwodzie płockim województwa płockiego. W latach 1975–1998 miejscowość administracyjnie należała do województwa płockiego.